# Abdelghani Khachabi
Abdelghani Khachabi (Breda, 4 augustus 1992) is een Marokkaans-Nederlandse MMA-fighter.
Hij is voormalig zwaargewichtkampioen en was finalist van de MMA Grand Prix Final in 2011. Hij kondigde in september 2012 aan te stoppen met MMA om zich te richten op een normale kickbokscarrière.
Khachabi begon met trainen bij Fightmma Gym. Na een paar jaar verruilde hij deze club voor Pankitshu Thai. In oktober 2011 tekende hij een contract bij promotor Simon Rutz en werd een vechter in het It's Showtime team. Vanaf dat moment ging hij trainen bij mma's gym. Tegenwoordig traint hij bij Manu's Gym in Antwerpen. Khachabi bezit een dubbele nationaliteit en is geselecteerd om te vechten onder de Marokkaanse vlag. Zijn ouders komen oorspronkelijk uit het Marokkaanse dorp Ain-Zohra.
Khachabi vocht tot maart 2013 vijftien partijen. Hiervan won hij er veertien en verloor hij er een.